# Brian Bowman
Pour les articles homonymes, voir Bowman.
Brian Bowman, né le 18 août 1971 à Winnipeg, est un avocat et homme politique canadien. Il est maire de Winnipeg, au Manitoba, de 2014 à 2022.

## Biographie

### Formation et profession
Fils d'un menuisier et machiniste et d'une mère agente immobilière, Brian Bowman s'identifie comme métis. Il fréquente l'école secondaire Shaftesbury à Winnipeg puis l'Université de Toronto dont il sort diplômé en droit. Il exerce la profession d'avocat, spécialisé dans la protection de la vie privée.

### Carrière politique
À partir de 2006, il fait partie du Parti progressiste-conservateur du Manitoba, mais il ne se présente à aucune élection avant les municipales d'octobre 2014, quand il est élu maire de Winnipeg, le premier d'origine autochtone de l'histoire de la ville. Il prête serment le 4 novembre suivant.
Bowman fait publiquement campagne en 2014 sur l'ouverture de l'intersection entre l'avenue Portage et Main Street aux piétons, mais à la suite de son élection, il préfère soumettre cette décision à un référendum en 2018.
Le 24 octobre 2018, il est réélu maire avec 53,3 % des voix. Il ne se représente pas en 2022.

### Résultats électoraux
| Candidate/Candidat      | Votes   | %     |
| ----------------------- | ------- | ----- |
| (x) Brian Bowman        | 111 504 | 47.54 |
| Judy Wasylycia-Leis     | 58 440  | 24.29 |
| Robert-Falcon Ouellette | 36 823  | 15.70 |
| Gord Steeves            | 21 080  | 8.99  |
| David Sanders           | 3 718   | 1.59  |
| Paula Havixbeck         | 2 083   | 0.89  |
| Michel Fillion          | 898     | 0.38  |

| Candidate/Candidat | Votes   | %    |
| ------------------ | ------- | ---- |
| (x) Brian Bowman   | 114 222 | 53.3 |
| Motkaluk, Jenny    | 76 554  | 35.7 |
| Diack, Tim         | 10 548  | 4.9  |
| Woodstock, Don     | 4 738   | 2.2  |
| Wilson, Doug       | 3 527   | 1.6  |
| Hayat, Umar        | 2 229   | 1.0  |
| Ackerman, Ed       | 1 697   | 0.8  |
| Machiraju, Venkat  | 788     | 0.4  |